# 天府广场站
天府广场站位于中華人民共和國四川省成都市青羊区天府广场正下方，是成都地铁1号线与2号线的地铁换乘站，曾是中国最大的地铁站。

## 车站概要
本站位于地处成都市中心的天府广场地下，1号线车站于2010年9月27日启用，2号线车站于2012年9月16日启用，因所在天府广场而得名，本站是成都地铁历史上诞生的首座换乘站。截至2017年，本站是成都占地面积最大的地铁站。

## 车站结构
天府广场站占地4万余平方米，建筑面积近10万平方米，地下共有4层，最深处达到地下28米，总投资6亿元。其中，地下负一层拥有2.1万平方米的商业区域，地下负二层拥有380个车位的停车场。
| 往 2号线                       |  |                                   |
| 側式 · 只供下车                |  |                                   |
|                                |  | 1号线往韦家碾（骡马市）           |
| 島式 · 只供上车 · 无障碍电梯・ |  |                                   |
|                                |  | 1号线往科学城或五根松（锦江宾馆） |
| 側式 · 只供下车                |  |                                   |
| 往 2号线                       |  |                                   |

|                                      |  | 2号线往犀浦（人民公园） |
| 島式 · 開左邊车门 · 往 1号线岛式站台 |  |                         |
|                                      |  | 2号线往龙泉驿（春熙路） |

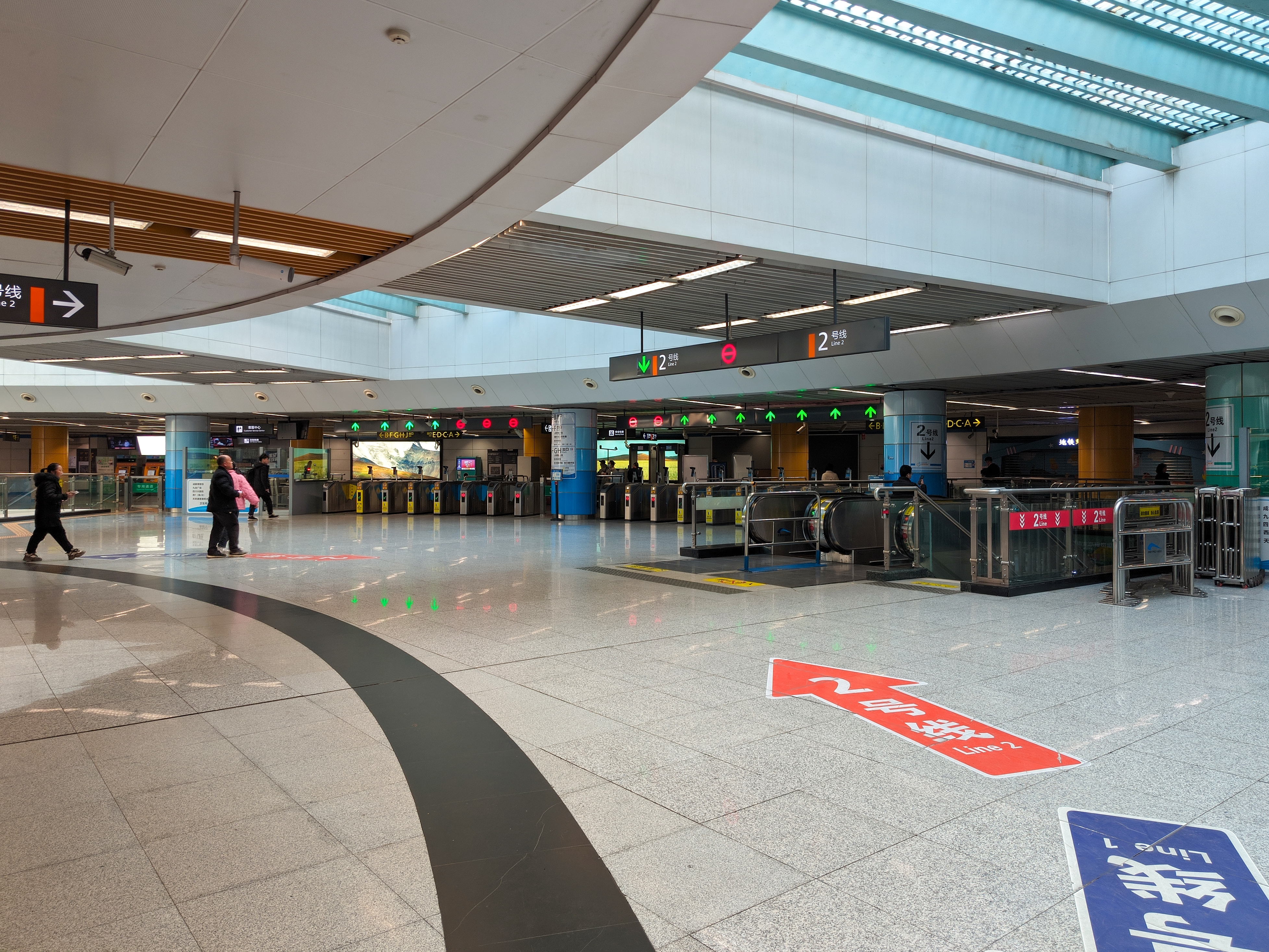
站厅
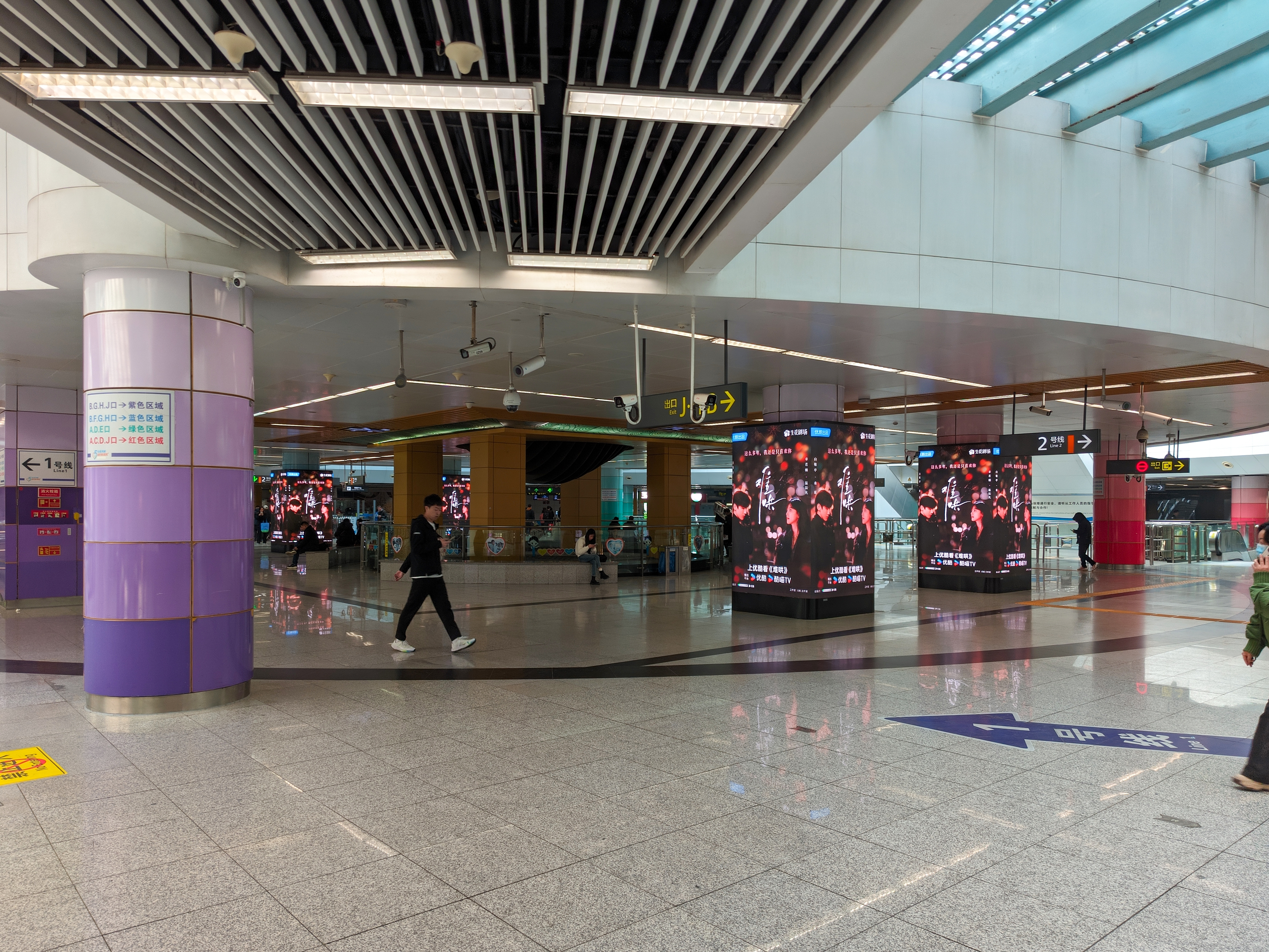
站厅
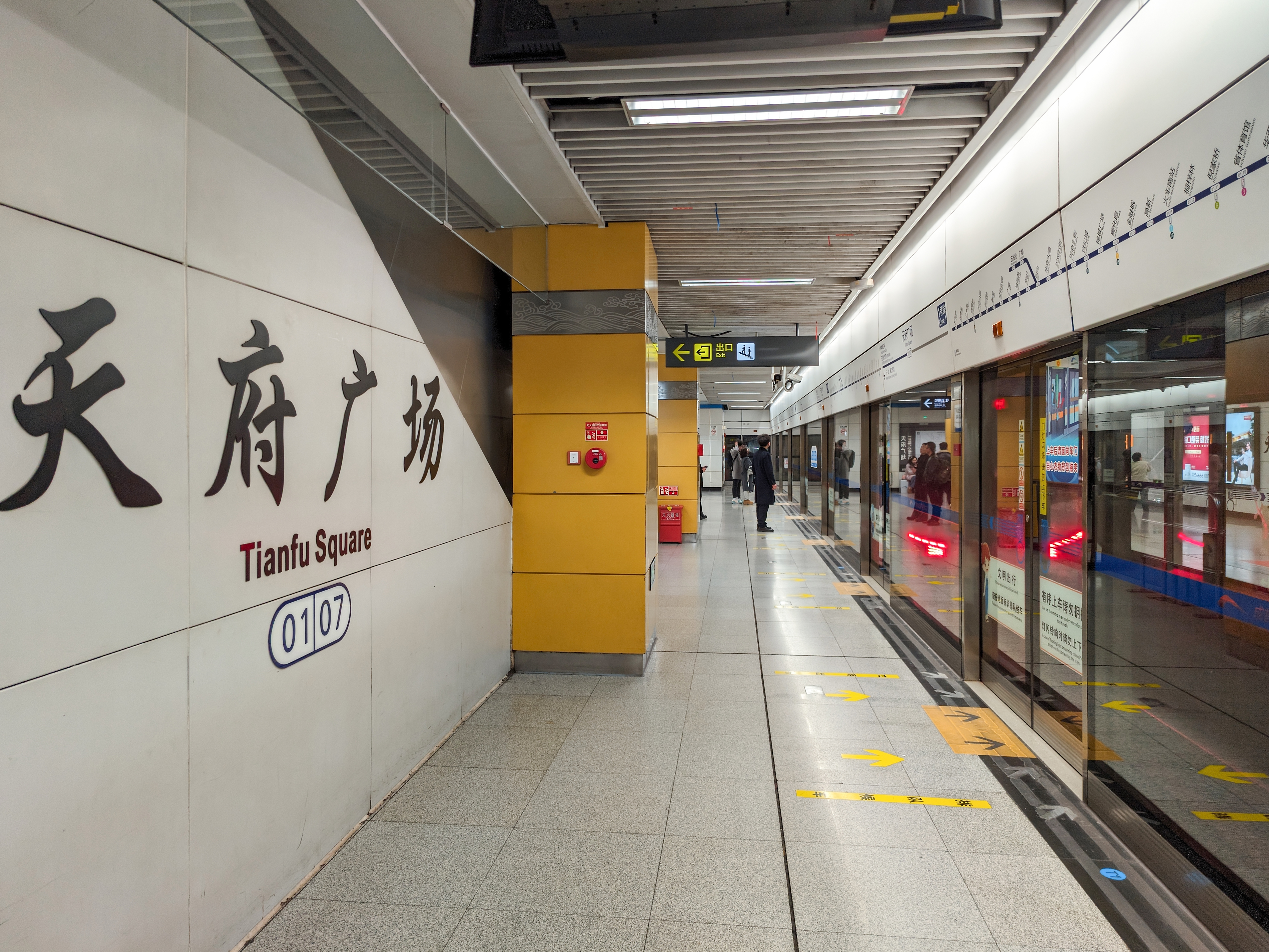
1号线站台大字壁
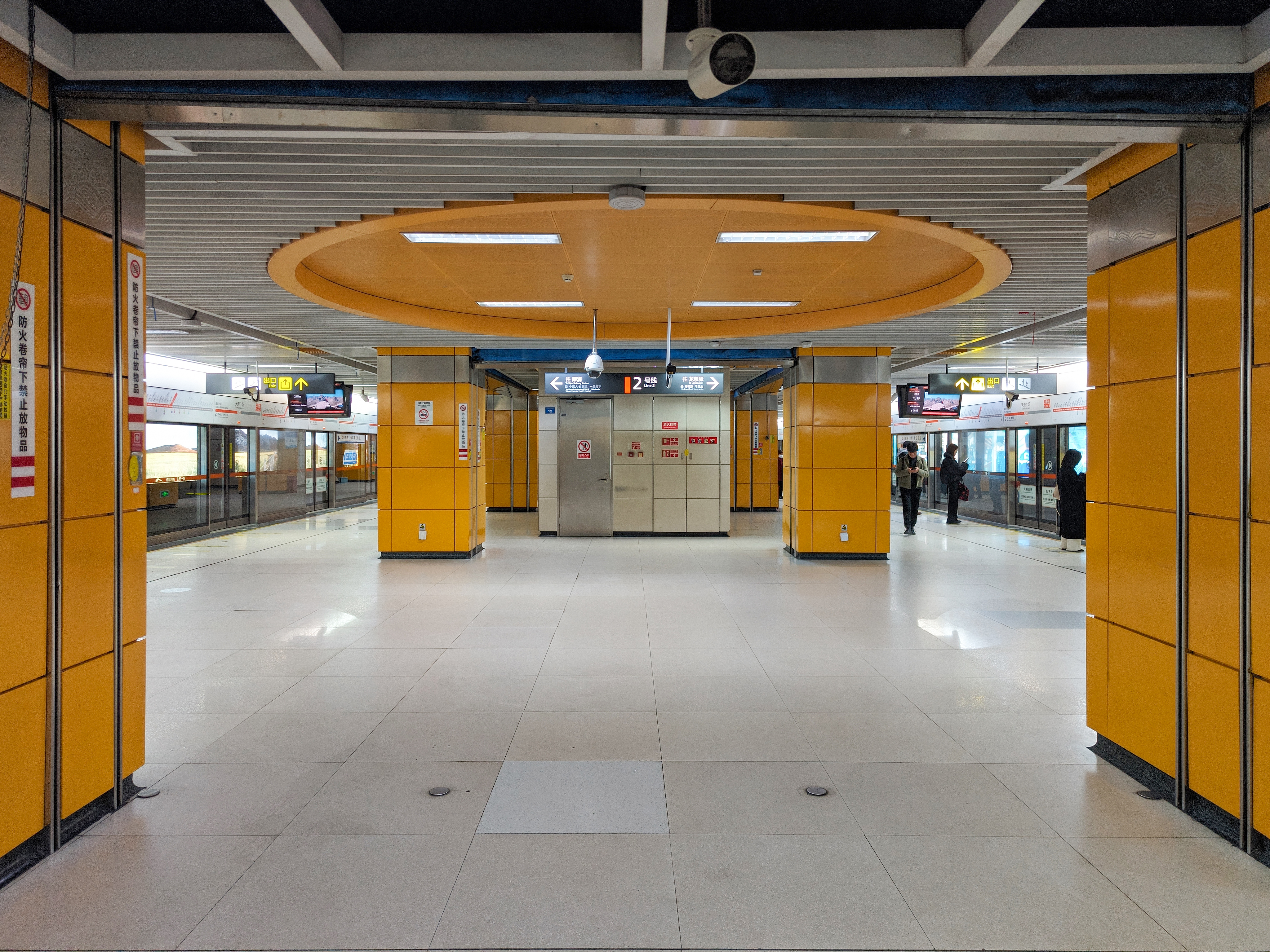
2号线站台
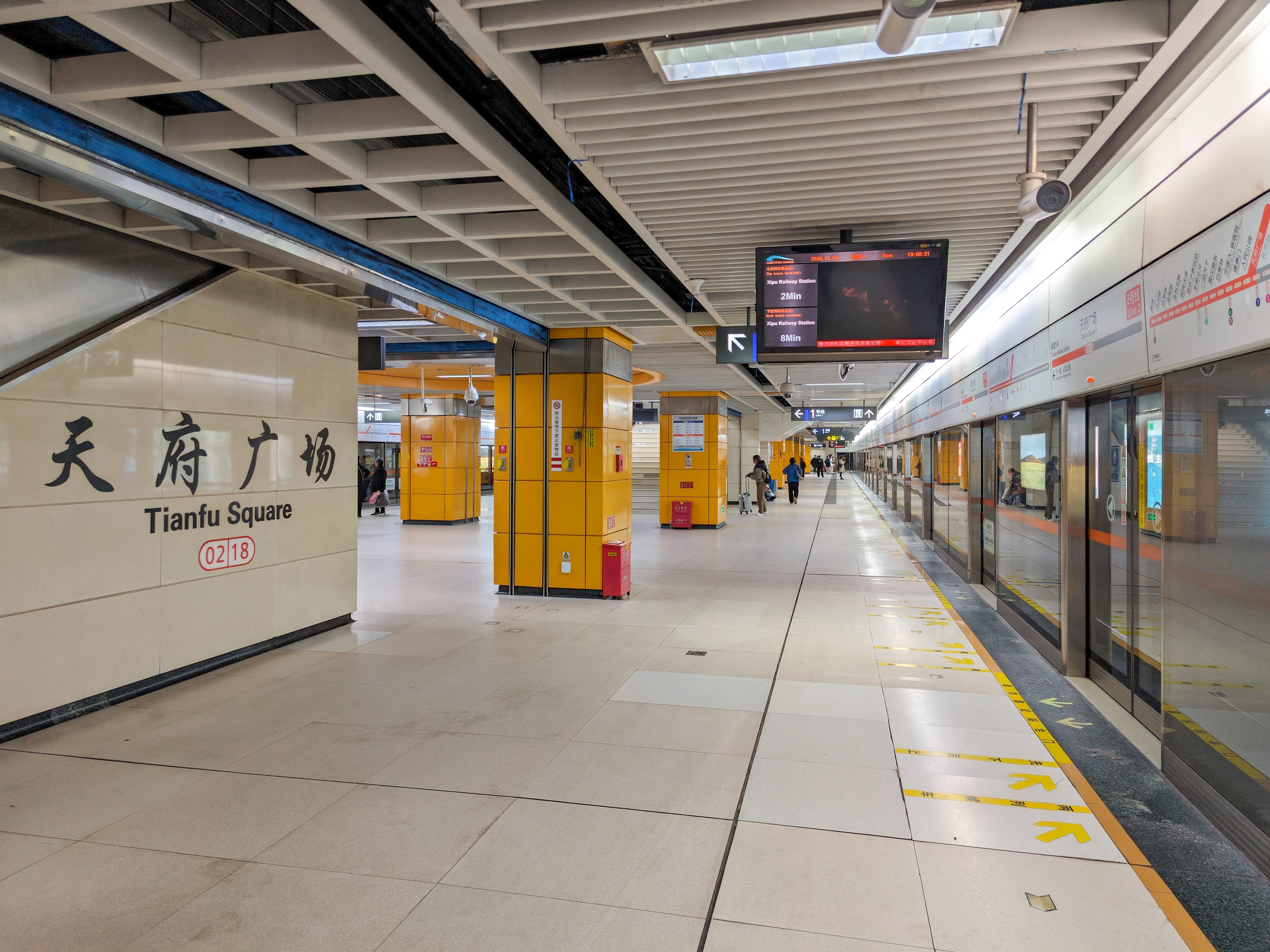
2号线站台
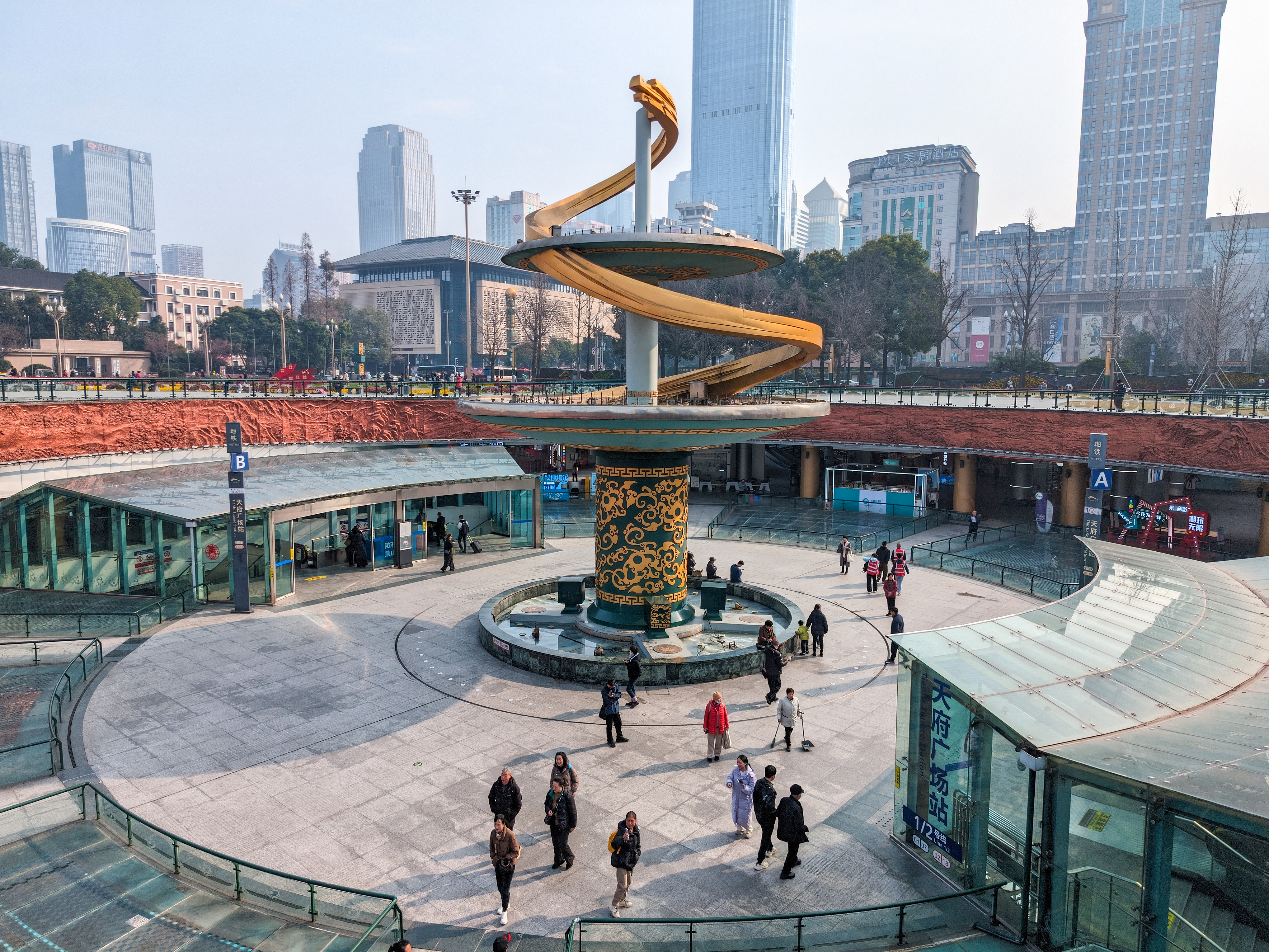
下沉广场

## 出入口
天府广场站目前开放9个出入口，D出口只有无障碍电梯。因本站站厅层与天府今站文化广场、地一大道地下商业街连为一体，实则除了地铁站的9个出入口外，乘客也可以通过天府今站文化广场的7个出入口以及地一大道的出入口前往人民南路、东御街、盐市口及顺城大街一带的地面。
本站站内没有设置厕所，需要借用周边商场的厕所，成都地铁建议从G1或H出口出站去往商场内的厕所。

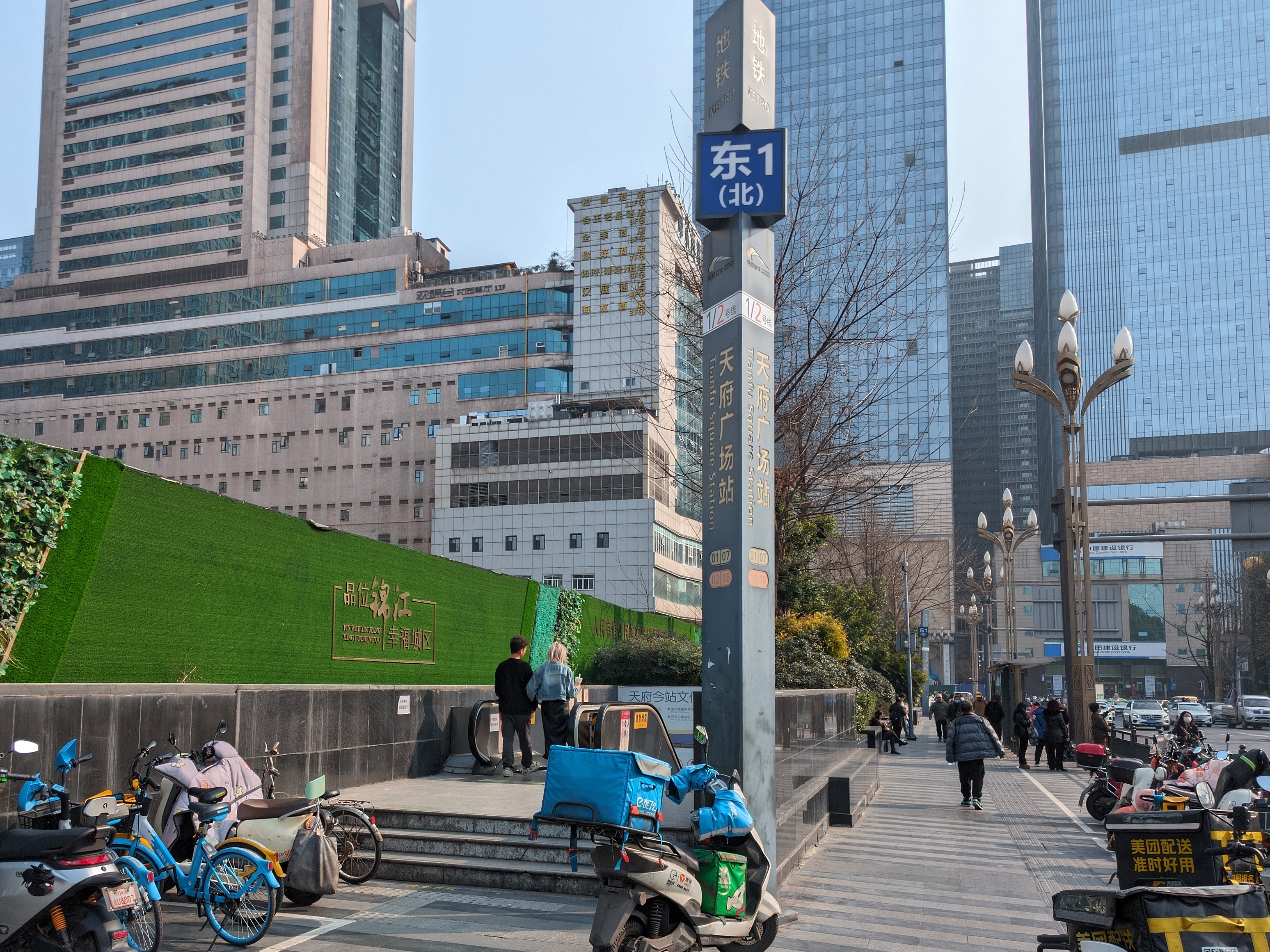
东1（北）出口
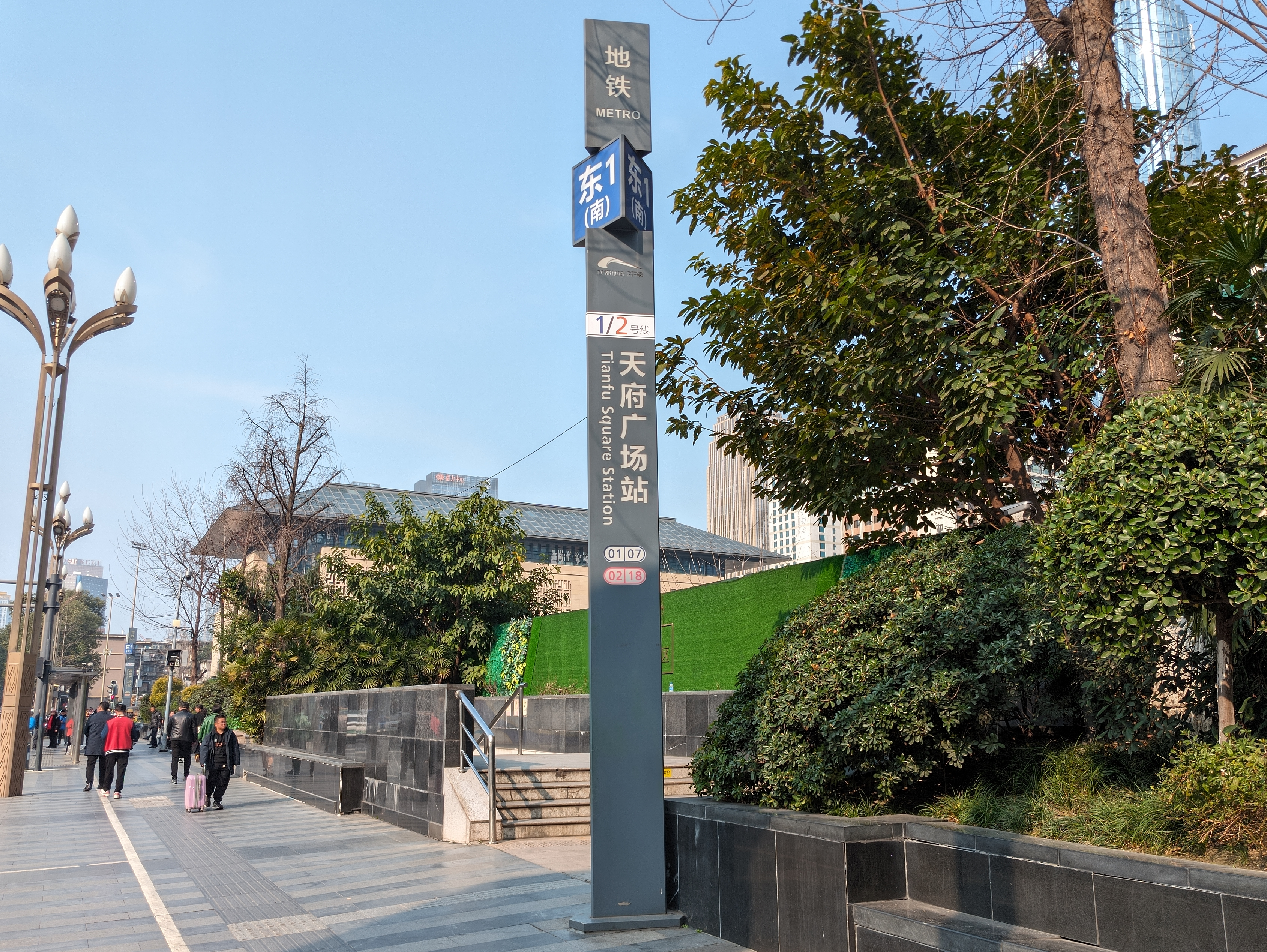
东1（南）出口
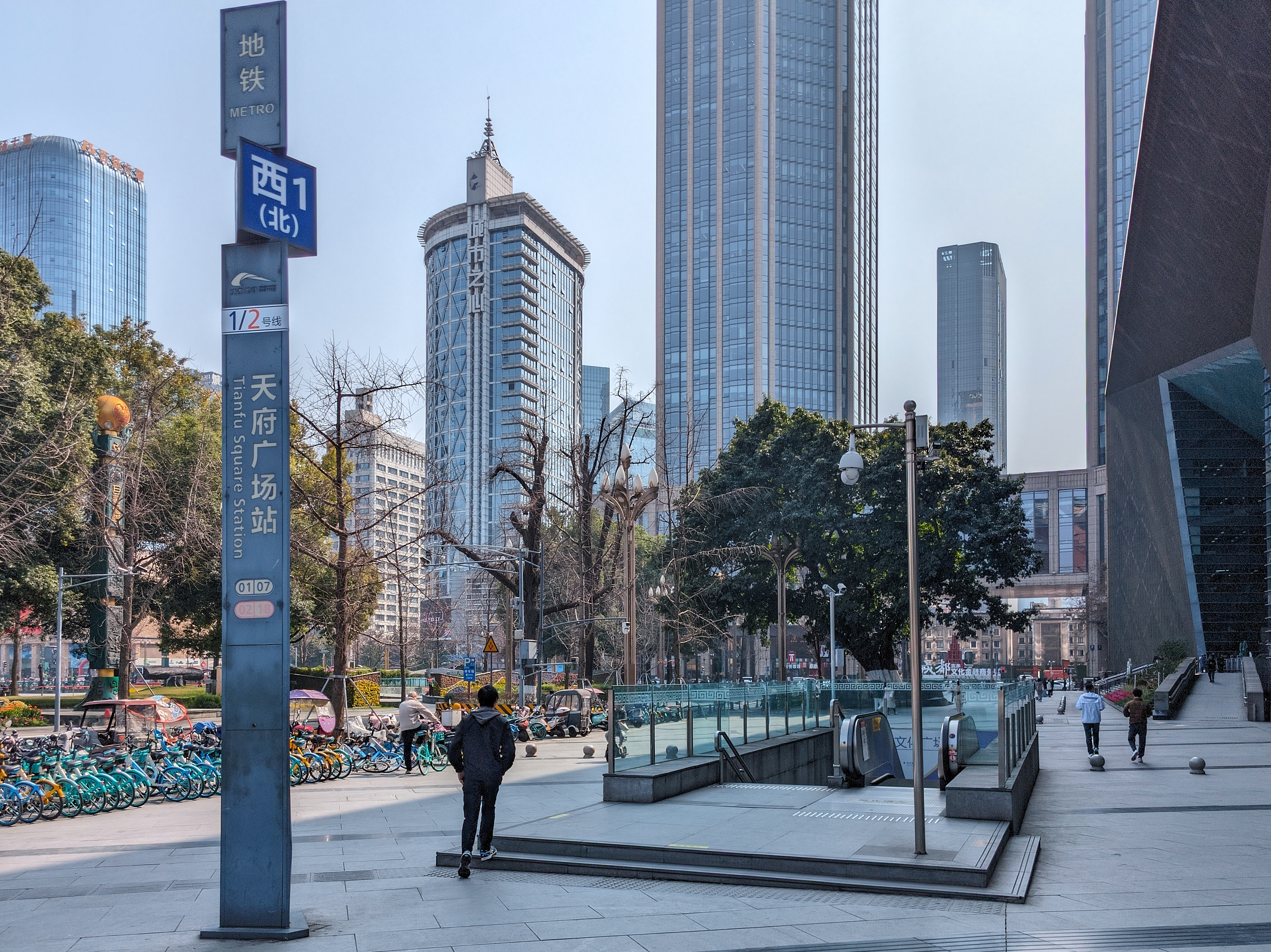
西1（北）出口
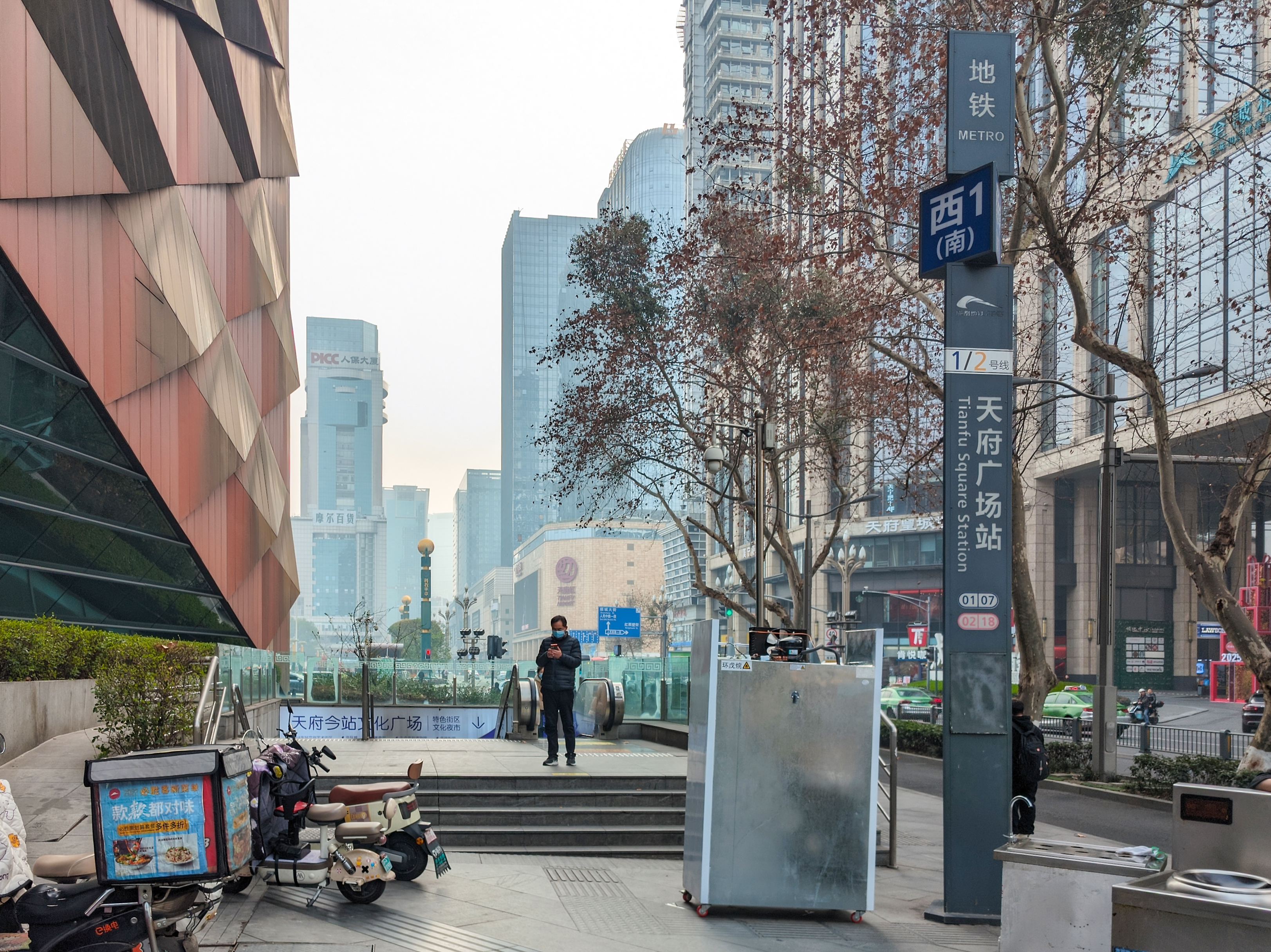
西1（南）出口

|              |            |                                            |      |
|              |            |                                            |      |
| 编号         | 设施       | 指示                                       | 照片 |
|              |            | 下沉广场                                   |      |
| 出口 · B     |            | 下沉广场                                   |      |
| 出口 · C     |            | 西御街、成都博物馆、石室聯合中學           |      |
| 出口 · D     | 无障碍电梯 | 下沉广场、地面广场                         |      |
| 出口 · E     |            | 人民南路一段、东御街                       |      |
| 出口 · F     |            | 人民南路一段、蜀都大道人民东路、四川大剧院 |      |
| 出口 · G · 1 |            | 四川科技馆、四川省圖書館、四川美術館       |      |
| 出口 · H     |            | 四川科技馆、四川省圖書館、四川美術館       |      |
| 出口 · J     |            | 地下停車場                                 |      |

- 东1（北）出口
- 东1（南）出口
- 西1（北）出口
- 西1（南）出口

## 公交换乘
13路、26路、30路、43路、45路、47路、53路、61路、62路、64路、78路、104路、118路、334路、905路、机场专线2号线等。